# Ministerio de Utilización del Aparato Estatal y Reforma Burocrática
El Ministerio de Utilización del Aparato Estatal y Reforma Burocrática (en indonesio: Kementerian Pendayagunaan Aparatur Negara dan Reformasi Birokrasi) es un ministerio de Estado encargado de la administración pública en Indonesia. Entre sus funciones consisten en mantener informado al Presidente de Indonesia de los asuntos internos del Estado.

## Organización
El ministerio está organizado en 7 unidades y 5 comités de expertos.
- Secretaría General
- Dirección General de Reforma Burocrática, Rendición de Cuentas y Supervisión de los Funcionarios
- Dirección General de Institución y Gobernanza
- Dirección General de Recursos Humanos
- Dirección General del Servicio Público
- Inspectorado
- Agencia de Investigación y Desarrollo de Recursos Humanos
- Comité Especial del Ministro de Derecho
- Comité Especial del Ministro de Políticas Públicas
- Comité Especial del Ministro en Comunicación Estratégica y Relaciones Institucionales
- Comité Especial del Ministro de Gobernación y Autonomía Regional
- Comité Especial del Ministro sobre Cultural Laboral Burocrática